# Nikołaj Truchnin
Nikołaj Iwanowicz Truchnin, ros. Николай Иванович Трухнин (ur. 16 grudnia 1919 we wsi Pokrowskoje w rejonie uchałowskim guberni riazańskiej, zm. w 2003 w Petersburgu) – radziecki kontradmirał, specjalista w zakresie łączności.

## Życiorys
Brał udział w II wojnie światowej.
W 1942 zespół okrętów, w skład którego wchodził niszczyciel „Razumnyj”, na rozkaz Stawki przeszedł Północną Drogą Morską z Władywostoku na Morze Barentsa. N. Truchnin pełnił służbę na niszczycielu w stopniu porucznika.
Po przejściu do pracy sztabowej zajmował się łącznością, biorąc m.in. udział w Operacji Petsamo-Kirkinesskiej.
Po wojnie ukończył studia w Akademii Marynarki Wojennej. W 1950 został skierowany do służby w polskiej Marynarce Wojennej (w artykułach wspomnieniowych pomija ten fakt: "С перерывами (после войны окончил Военно-морскую академию, некоторое время служил на Балтике) моя служба на Севере продолжалась почти двадцать лет").
Następnie dowodził służbą łączności Floty Północnej. Zajmował się m.in. utrzymywaniem łączności z atomowymi okrętami podwodnymi, opływającymi kulę ziemską i przechodzącymi pod lodami Arktyki.
W 1972 otrzymał nominację do stopnia kontradmirała. W latach 1972 – 1982 pełnił służbę w Instytucie Naukowo-Badawczym Łączności Marynarki Wojennej w Leningradzie. Następnie – po zakończeniu służby – pracował w Instytucie Arktycznym.
Ukończył studia w Instytucie Radioelektroniki Marynarki Wojennej im. A. S. Popowa. Był laureatem Nagrody Państwowej ZSRR w 1975, kandydatem nauk wojenno-morskich.